# Znaczek zucha

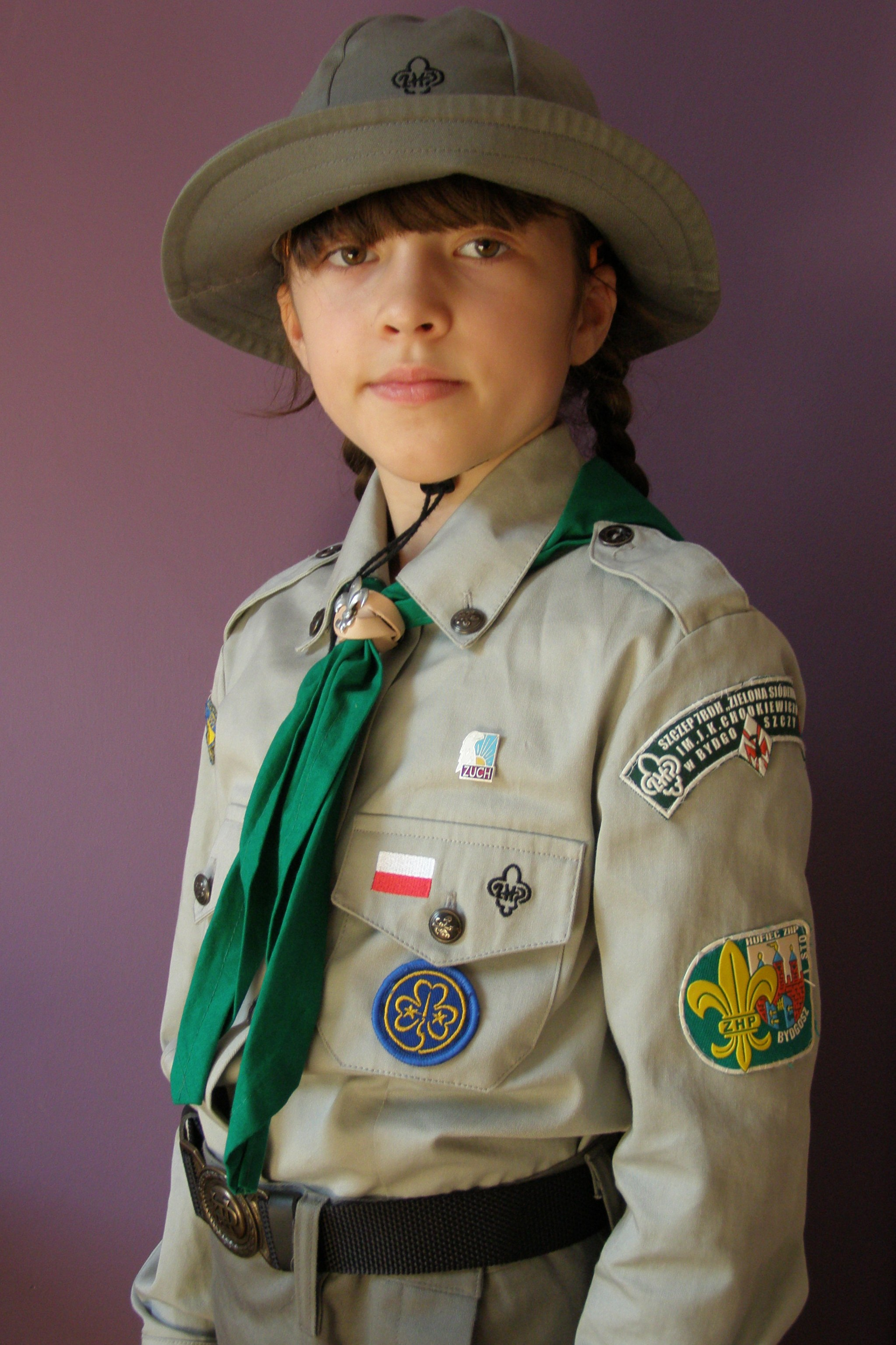
Znaczek zucha na mundurze (powyżej lewej kieszeni)

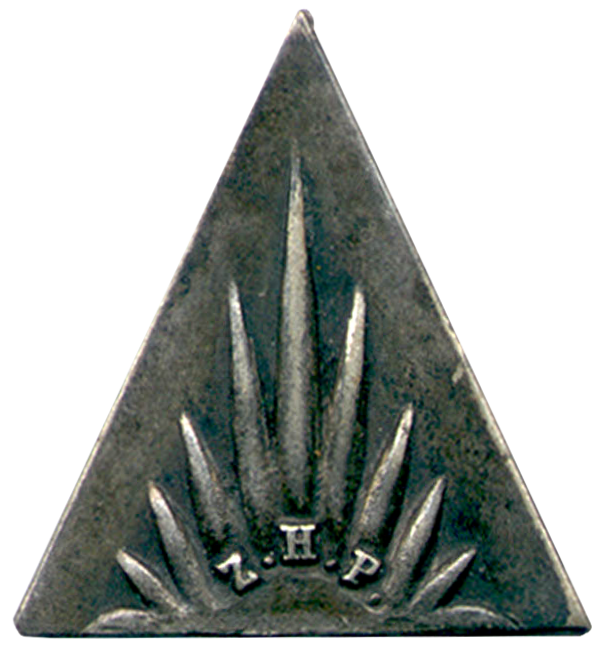
Tzw. słoneczko, odznaka zuchowa używana przed II wojną światową przez zuchy dziewczęta

Znaczek zucha – odznaka zuchów, członków organizacji harcerskich, wręczany po złożeniu Obietnicy zucha.

## Opis
Metalowy emaliowany znaczek, przedstawia główkę białego orła i żółtą tarczę wschodzącego słońca na niebieskim tle. W podstawie znajduje się czerwony prostokąt z napisem „ZUCH”. Biały orzeł symbolizuje dzielność i odwagę, słońce – pogodę, radość życia, gotowość służenia ludziom.

## Historia
Przed II wojną światową oznaką zuchów chłopców była głowa wilczka, natomiast zuchy dziewczęta było tzw. słoneczko. Odznaka w obecnym kształcie stosowana jest od 1956.